# Olenivka (raïon de Horlivka)
Pour les articles homonymes, voir Olenivka.
Olenivka (ukrainien : Оленівка, russe : Оленовка, russe : Еленовка, Elenovka) est une commune urbaine de l'oblast de Donetsk, en Ukraine. Elle compte 751 habitants en 2021. En 2014, elle fait partie du raïon de Bakhmout. Elle est intégrée à la république populaire de Donetsk depuis février 2015.

## Géographie
La localité se trouve à 42 km au sud-est de Bakhmout et à 43 km au nord-est de Donetsk au bord de la rivière Boulavina.